# Ключі (Томський район)
Ключі́ (рос. Ключи) — селище у складі Томського району Томської області, Росія. Входить до складу Богашовського сільського поселення.

## Населення
Населення — 185 осіб (2010; 65 у 2002).
Національний склад (станом на 2002 рік):
- росіяни — 97 %